# Aterno-Pescara
De Aterno-Pescara (Aternus van het Griekse Aternos, Ατερνος) is een rivier in de Abruzzen, Oost-Italië. De rivier staat bekend als de Aterno in het gebied waar deze ontspringt, maar wordt stroomafwaarts Pescara genoemd, naar de stad Pescara waar de rivier in de Adriatische zee uitmondt. In de stad Pescara werd in 2017 nog een brug over de Pescara ingehuldigd: de Ponte Flaiano.
- Gemeinsame Normdatei: 4730731-6
- Virtual International Authority File: 234348753